# Dwór w Markowcach
Dwór w Markowcach – zabytkowy dwór w Markowcach.
Pierwotnie w miejscu budynku dworskiego w Markowcach powstał pod koniec XVIII wieku niewielki zamek obronny
Na początku XIX Markowce należały do Truskolaskich. W połowie XIX wieku właścicielem posiadłości tabularnej w Markowcach były Magdalena Rylska i Katarzyna Truskolaska. W drugiej połowie XIX wieś należała do Hieronima Romera, który w 1858 poślubił Felicję Truskolaską. Następnie właścicielami stali się Jachimowscy (w 1889 Kazimierz Jachimowski poślubił Marię Romer). Kazimierz Jachimowski w miejscu poprzedniego budynku wzniósł w latach 1890-1894 nowy budynek dworski, wykonany z kamienia w stylu schwarzwaldzkim. W 1905 Kazimierz i Maria Jachimowscy posiadali we wsi obszar 182 ha, a w 1911 posiadali 181 ha. Jachimowscy prowadzili w Markowcach hodowlę koni oraz bydła rasy półkrwi simentaler. W 1917 Józef Agaton Morawski (1893-1963), s. Władysława i Kazimiery z Leszczyńskich, właściciel Niebieszczan i Odrzechowej ożenił się z Felicją Jachimowską. Maria Jachimowska pozostawała właścicielką dóbr Markowce do lat 20. W latach 30. II Rzeczypospolitej właścicielem dóbr w Markowcach był Adam Myczkowski, ożeniony z najmłodszą córką Kazimierza i Marii Jachimowskich - Kamillą. Według jednego źródła w 1938 dwór został sprzedany, według innego do 1944 należał do Morawskich.
Podczas II wojny światowej w 1941 w pomieszczeniach budynku dworskiego stacjonowali żołnierze Wehrmachtu. Po zakończeniu wojny w 1945 majątek dworski przeszedł na rzecz Skarbu Państwa Polski Ludowej. W okresie PRL w budynku dworskim funkcjonowała szkoła podstawowa, urząd pocztowy, Gromadzka Rada Narodowa z siedzibą w Markowcach (istniejąca od 5 października do końca 1972). Od 1976 budynek pozostawał nieużytkowany. W 1978 mieszkańcy Markowiec zaapelowali w prasowym liście otwartym na łamach rzeszowskiego dziennika „Nowiny” o znalezienie mecenasa, który objąłby dwór opieką Nowiny. W tym czasie budynek ulegał dewastacji był otoczony terenem ok. 7 ha, wcześniej stanowiącym ogród, na obszarze którego zniszczeniu uległy rzadkie gatunki drzew (m.in. otaczające budynek lipy).
Na obszarze majątku dworskiego zostały zachowane: budynek dworu (pałac), oficyna (budynek inwentarsko-gospodarczy), spichlerz, brama wjazdowa oraz pozostałości parku krajobrazowego ze starodrzewiem. Budynek dworu jest murowany, wzniesiony na planie litery L, skierowany frontem w stronę zachodnią, posiadający taras (loggia) i wieżę, zaś od strony zachodniej przybudówkę stworzoną w nowszych czasach. W parku dworskim zachowały się pochówki.
W 1984 zespół dworski (budynek dworu, budynek gospodarczy stanowiący obecnie dom mieszkalny, drugi budynek gospodarczy, park) został wpisany do wojewódzkiego rejestru ochrony zabytków. W tym samym roku majątek dworski, za sugestią wojewódzkiego konserwatora zabytków w Krośnie, artysty-malarza Zdzisława Gila, nabył były marynarz, Zygmunt Kuchna, który zamierzał odbudować budynek oraz otworzyć w nim galerię sztuki afrykańskiej.

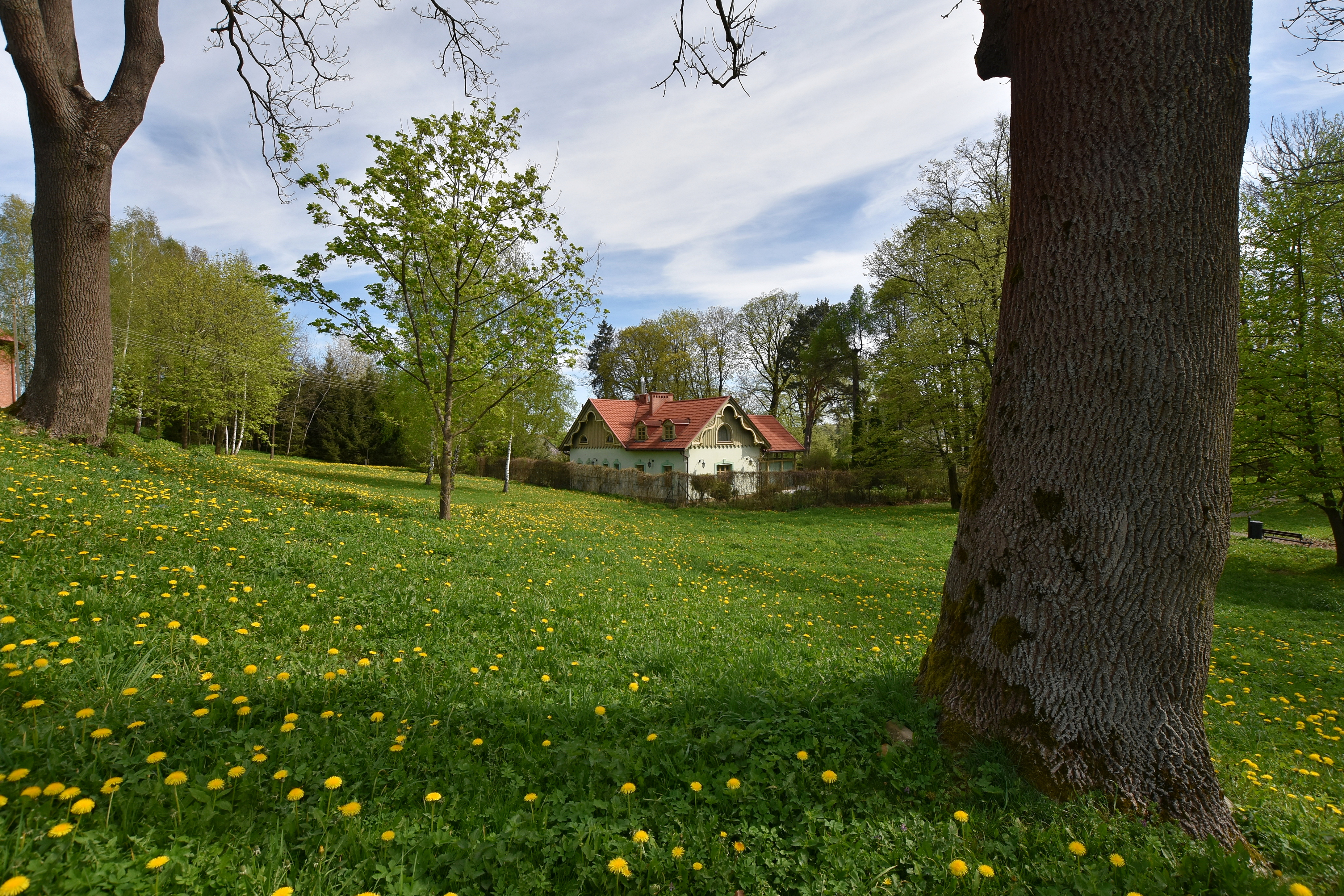
Park dworski
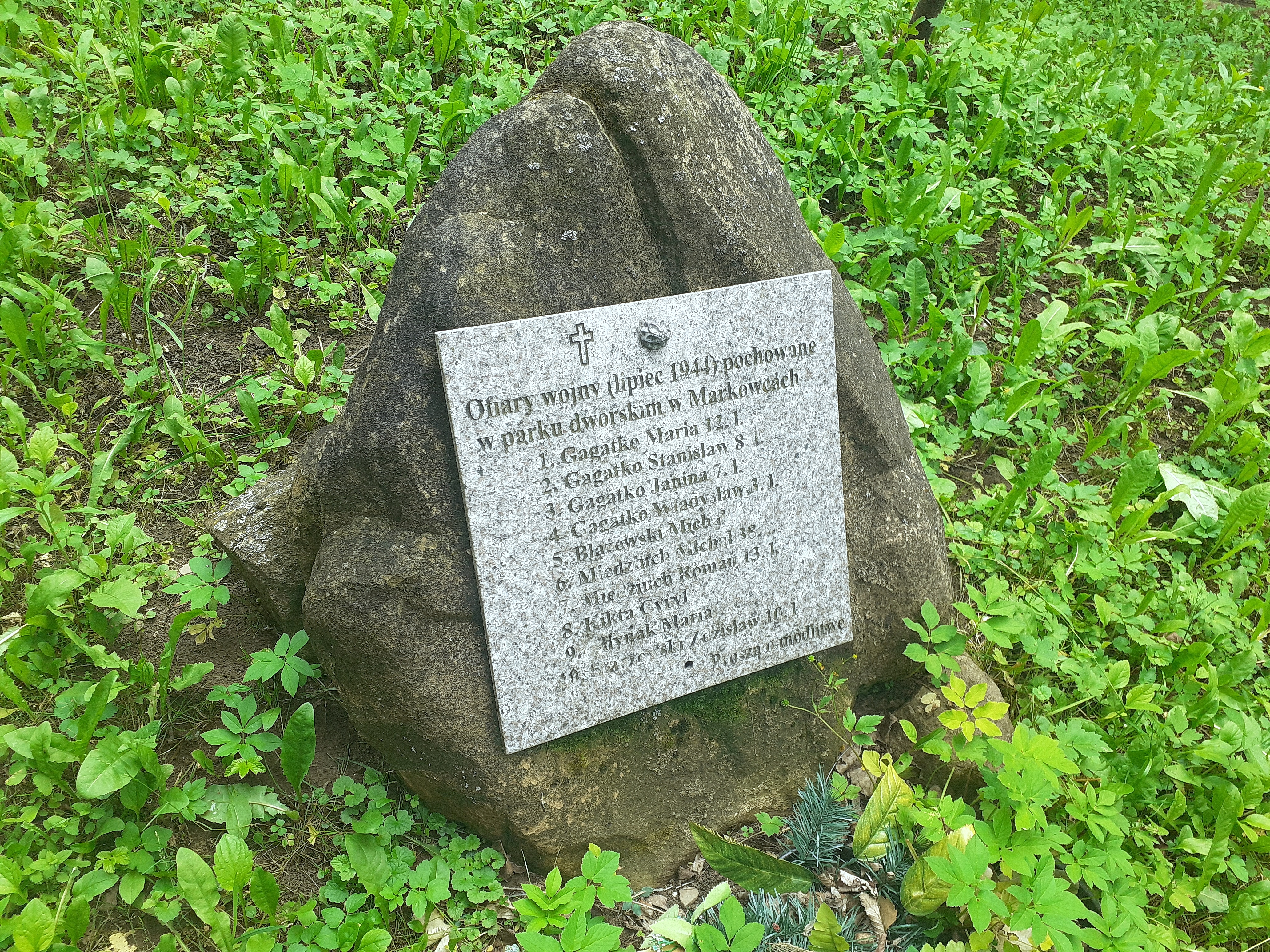
Park dworski
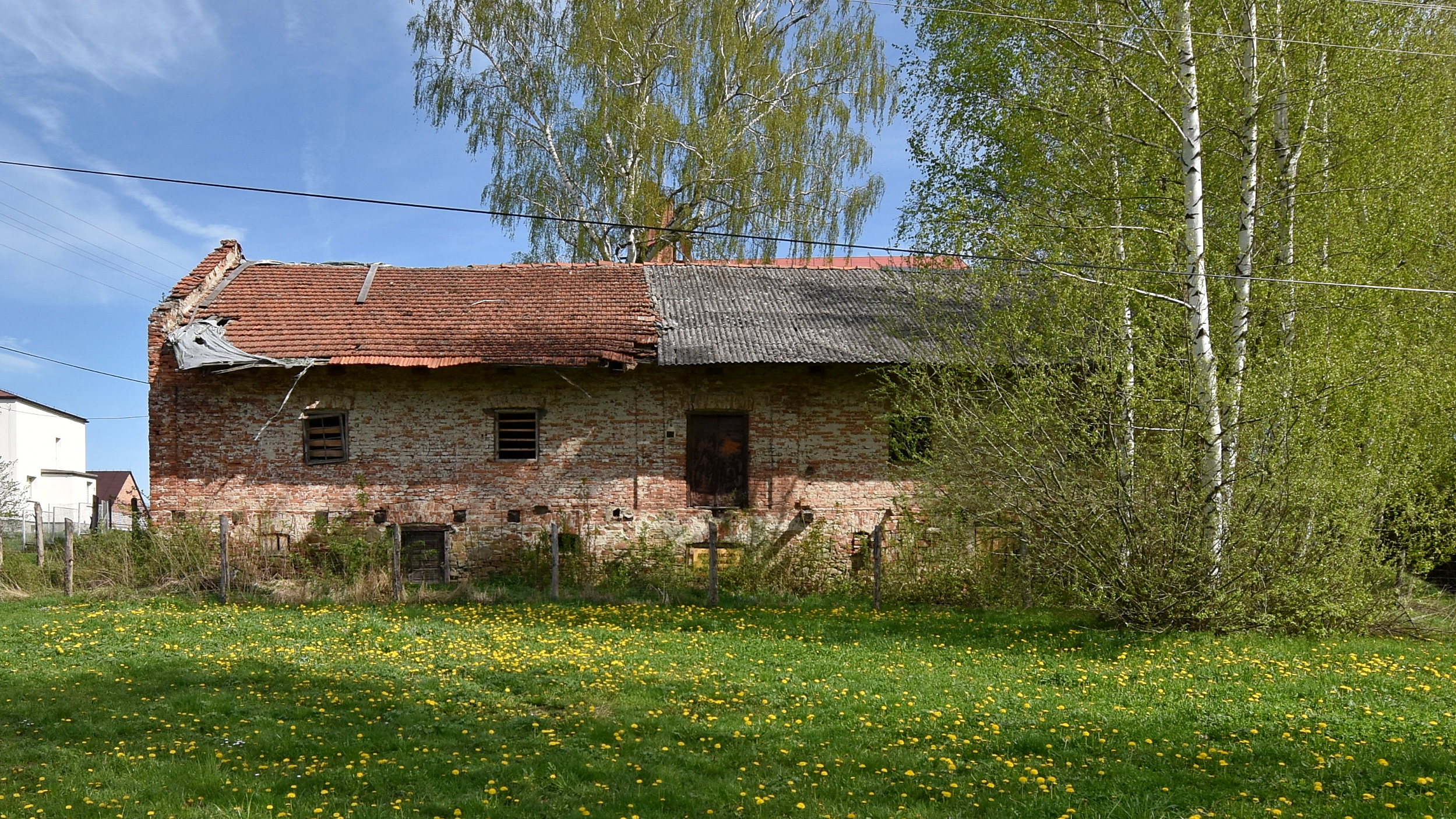
Budynek gospodarczy